# Dysdera enghoffi
Dysdera enghoffi là một loài nhện trong họ Dysderidae.
Loài này thuộc chi Dysdera. Dysdera enghoffi được miêu tả năm 1997 bởi Arnedo, Oromí & Carles Ribera.